# Kikare

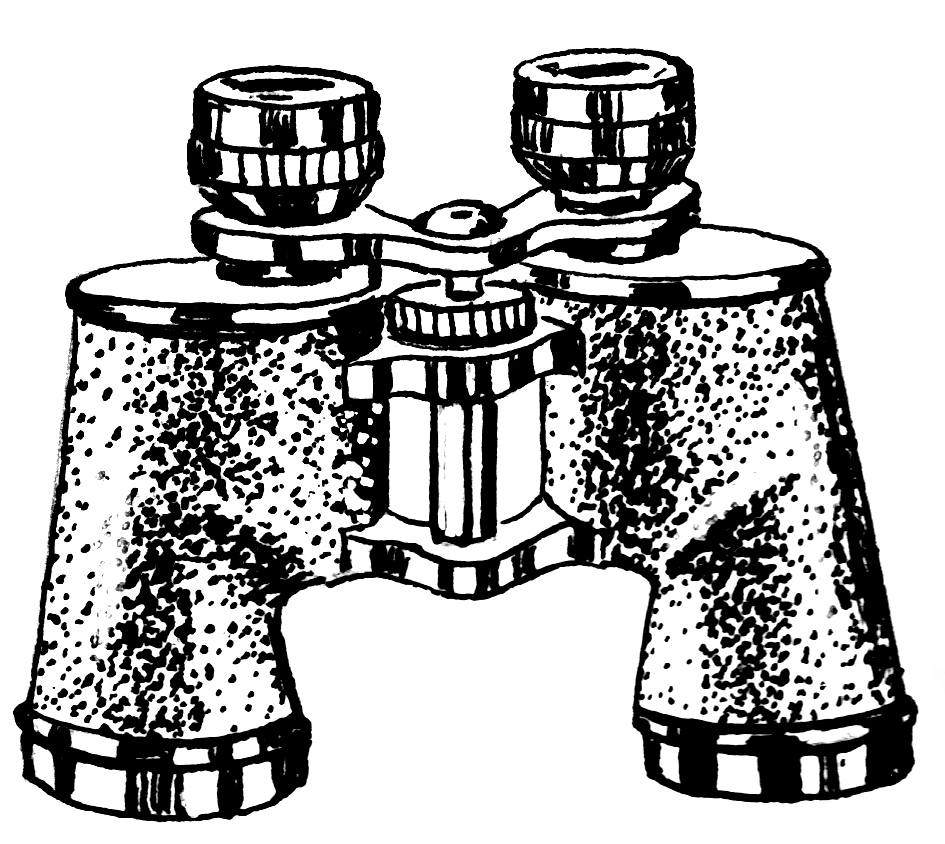
Illustration föreställande en kikare

En kikare är ett optiskt hjälpmedel för att se föremål på långt avstånd, genom att det avbildar ett avlägset objekt förstorat på användarens näthinna. Genom att titta genom linser som är monterade på ett visst sätt uppnås en bild som är större än den bild man upplever med blotta ögat. Storleksskillnaden anges genom "hur många gånger större blir bilden", betecknas som n x m där n är vinkelförstoringen, och m är diametern på objektivet i millimeter. Vanliga värden på n varierar från 3 till 20, beroende på användningsområde, och m kan variera från 3 - 4 i teaterkikare till flera hundra i astronomiska kikare. Astronomiska kikare kallas vanligen teleskop, för att skilja mellan stjärnkikare och kikare avsedda för observationer på marken kallas de senare terresterkikare. Moderna kikare har ofta, men inte alltid, ett linssystem för vardera ögat (de är så kallat binokulära) för att ge betraktaren möjlighet till stereoseende. Den används bland annat i jakt och förr även i krig. Den försa kända kikaren konstruerades Hans Lippershey 1608. 

## Holländsk kikare / Galileisk kikare / teaterkikare

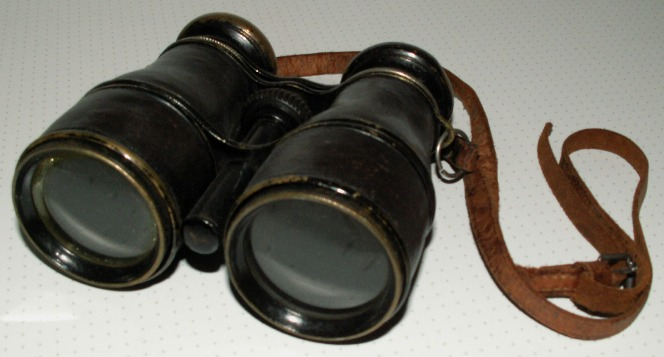
Galileisk kikare

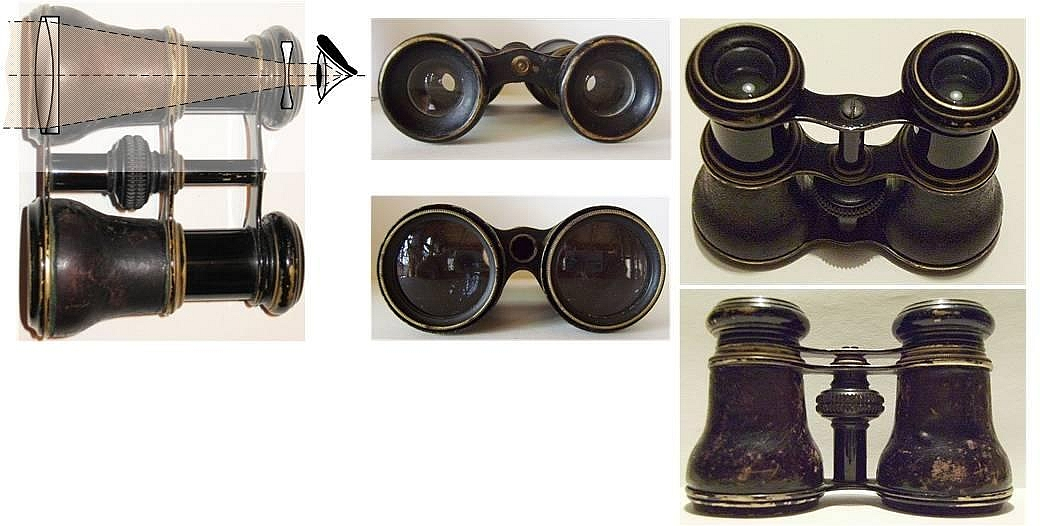
Galileisk kikare

I kikare med denna konfiguration används en positiv lins som objektiv och en negativ lins som okular (båda kan vara sammansatta linssystem för att korrigera för kromatisk aberration, andra korrektioner behövs inte vid så små förstoringar). Med denna konfiguration skall okularet vara placerat framför objektivets bildplan. Sådana kikare ger en rättvänd bild och kikarens längd blir kort eftersom okularet ligger framför objektivets bildplan. Konstruktionen blir då lätt och liten. Detta är därför den konfiguration som används i teaterkikare. Förstoringen på en teaterkikare är i praktiken begränsad till ca 4 gånger, vilket är tillräckligt för denna typ av kikare. Den enkla konstruktionen och den begränsade förstoringen gör kikaren lätt och relativt billig även hos kikare med hög kvalitet.
Hans Lippershey anses ofta vara den som uppfann kikaren, och även teleskopet.

## Prismakikare

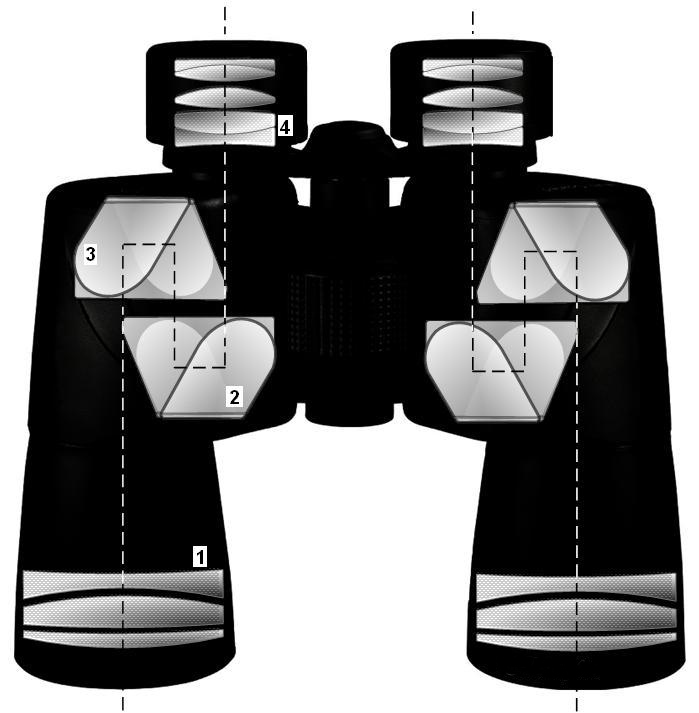
Tvärsnitt av prismakikare.
1 - Objektiv
2-3 - Porro-prismor
4 Okular

Fältkikare, marinkikare eller sportkikare är så kallade prismakikare, och består av en positiv lins, objektivet längst fram och en positiv lins med kortare brännvidd, okularet närmast ögat. Alternativt sitter flera linser efter varandra i mer avancerade kikare. Kikare med konfigurationen med positiv lins som objektiv och positiv lins som okular bortom objektivets bildplan ger vända bilder. För att korrigera detta, och också för att korta instrumentets längd, skjuts prismor in i strålgången mellan objektiv och okular. Den höga förstoringen gör det nödvändigt i kikare av denna typ att göra optiska korrektioner med sammansatta linssystem för att erhålla en god bild. Vissa marinkikare har inbyggd kompass, vars skala projiceras ned i strålgången, så att bäringen till objekt som betraktas genom kikaren kan avläsas direkt.

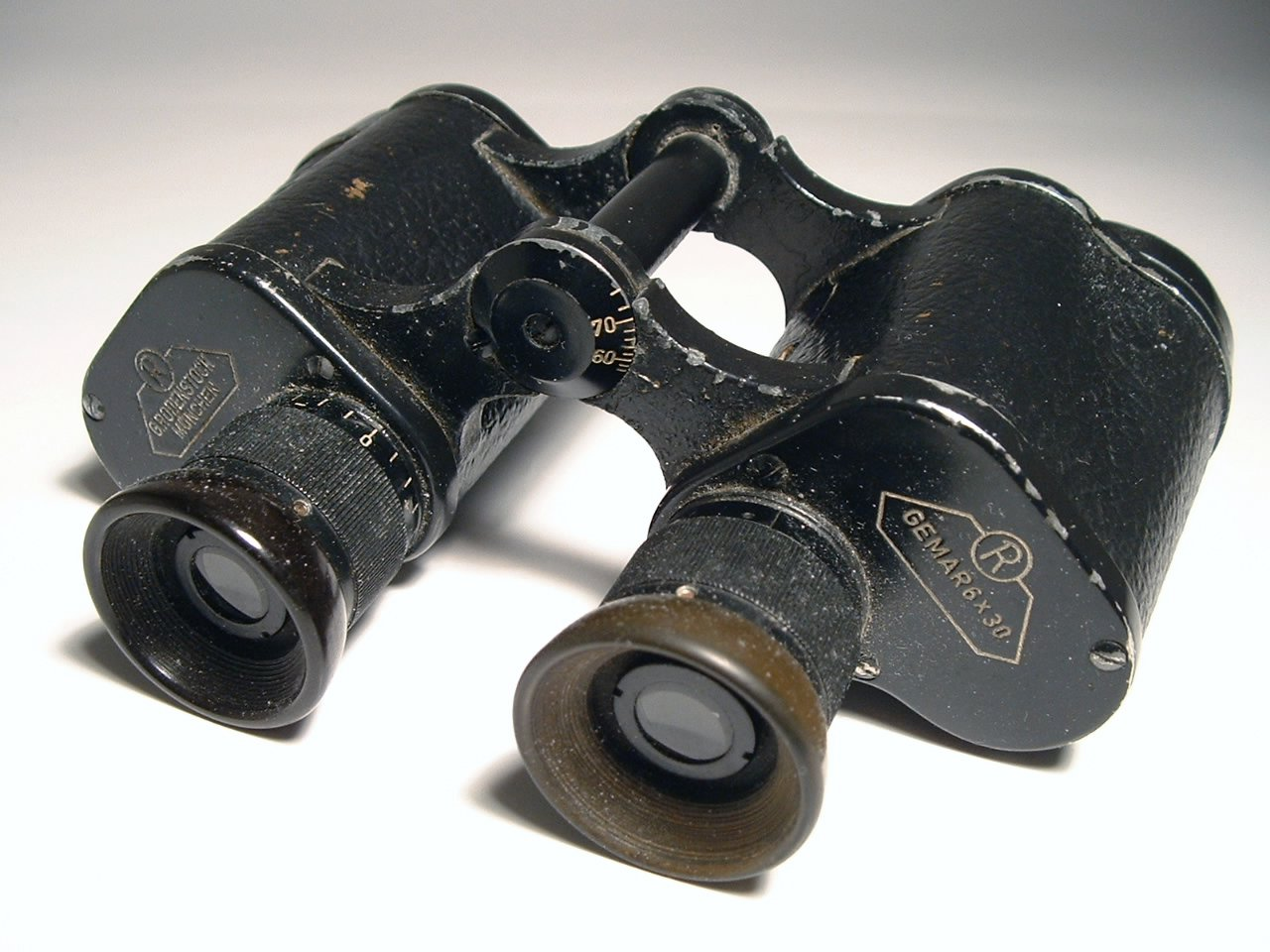
Porro-prismakikare.

### Kikare med Porro-prisma
Den vanligaste konstruktionen av prisma utgörs av två prismor (ett så kallat porro-prisma). Det första prismat vänder bilden i en riktning och nästa i riktning vinkelrät däremot (se bild). Porroprismorna måste göras av glas med högt brytningsindex för att totalreflektion skall erhållas så att inte mycket ljus går förlorat i dem. Den stora förstoringen gör också att kikaren måste byggas mycket stabilt och med hög precision för att bilderna från de två tuberna inte skall vara förskjutna vid betraktandet. En kikare av denna typ med god kvalitet är därför både dyr och tung. Vid bedömning av en kikare av denna typ skall man kontrollera att bilderna i båda tuberna är skarpa, att de har samma läge så att de överensstämmer när man tittar genom kikaren och att porro-prismorna har tillräckligt brytningsindex (håll kikaren på rak arm och titta mot ljuset på okularet, som skall vara jämnt lysande. Om endast en kvadratisk del i centrum lyser starkast har prismorna gjorts av billigt lågbrytande glas).

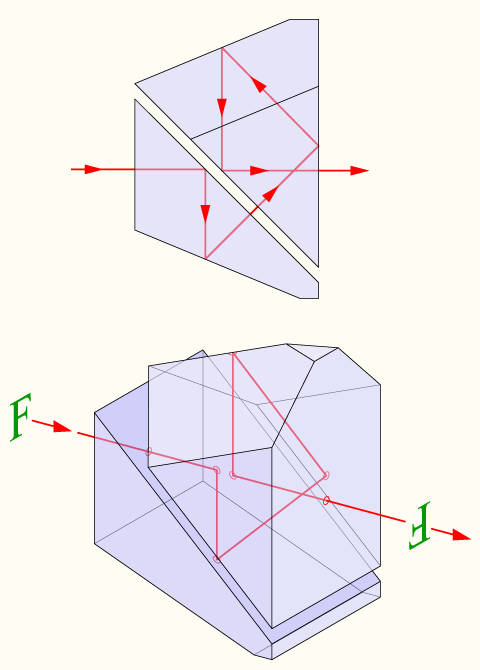
Schmidt-Pechan-prisma sedd från sidan (överst) och i perspektiv (nederst).

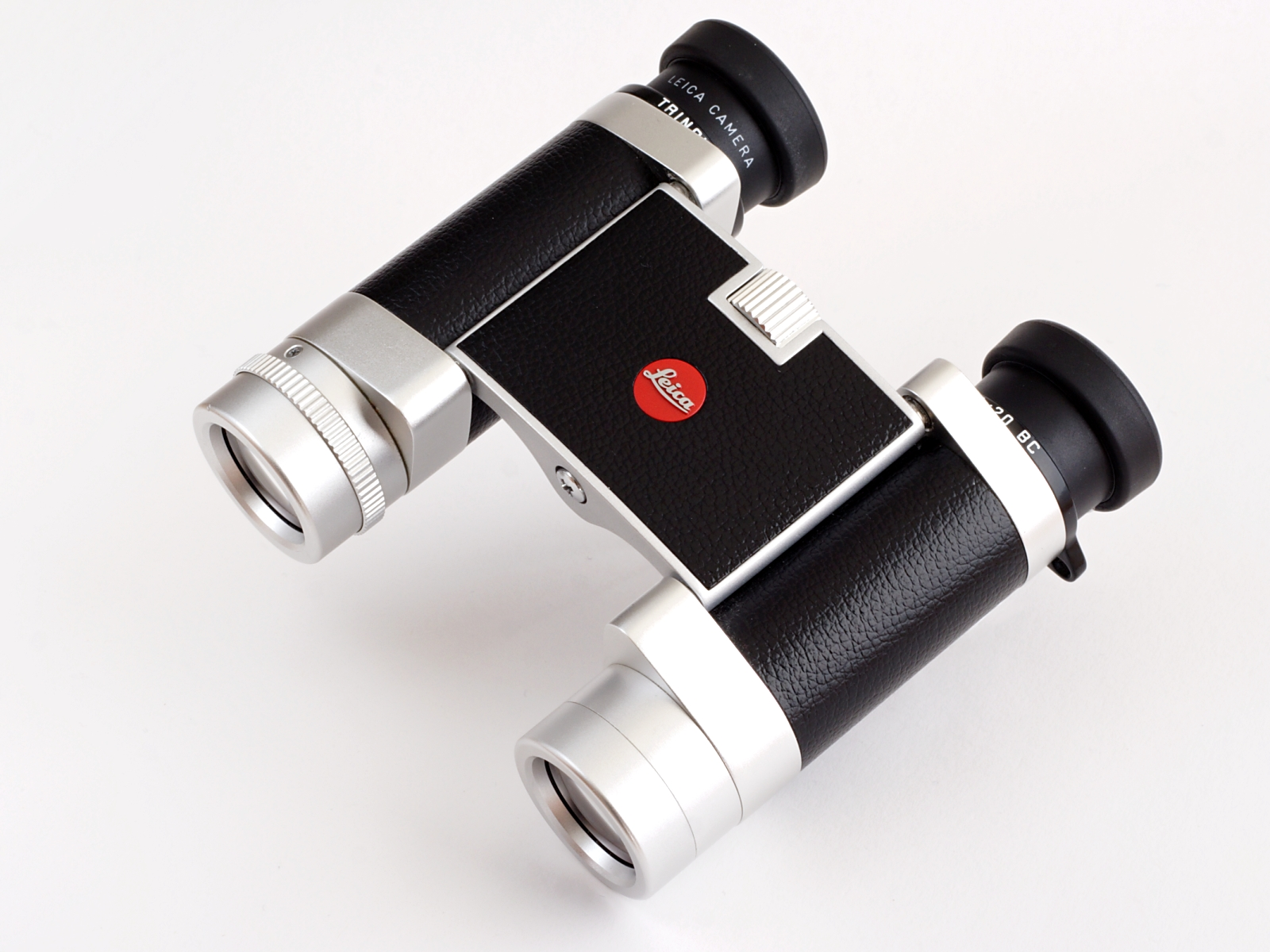
Takkant-prismakikare.

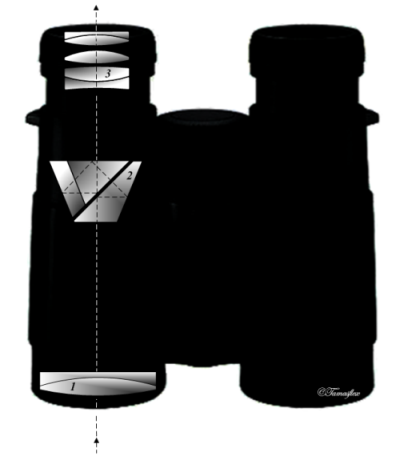
Schmidt-Pechan prism-Kikare

### Kikare med takkantsprisma
Kikare med takkantsprisma har möjligen funnits redan på 1870-talet i en konstruktion av Achille Victor Emile Daubresse. En takkantsprisma har en speglande yta som, i stället för att vara plan, består av två plana ytor i 90 graders vinkel till varandra(se bild). Detta ger en vändning av bilden eftersom ljuset reflekteras i båda ytorna. De flesta kikare med takkantprismor använder antingen Abbe-Koenig prisma (uppkallad efter Ernst Karl Abbe och Albert Koenig och patenterad av Carl Zeiss år 1905) eller Schmidt-Pechan prisma (uppfunnen år 1899) som båda vänder bilden och förlänger strålgången. Båda ger kikare med objektiv och okular ungefär i linje med varandra.

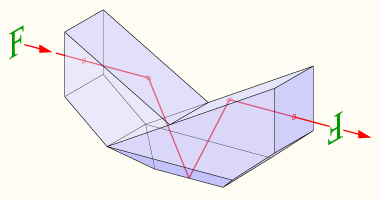
Abbe-Koenig-prisma.

### Jämförelse mellan kikare med takkantsprisma och Porroprisma
Takkantsprismor ger instrument som är slankare och kompaktare än porroprismor. Det finns också en viss skillnad i ljusstyrka, eftersom en del av de reflekterande ytorna i takkantprismor måste försilvras eftersom ljuset inte totalreflekteras. Detta minskar ljusstyrkan i kikaren med 12% till 15%. Kikare med takkantsprisma kräver också noggrannare inställning av de optiska elementen i kikaren sinsemellan (kollimering). Detta ökar priset på kikaren. Kikare med porro-prismor görs emellertid ofta med de optiska elementen sämre fixerade sinsemellan så att de kräver re-kollimering från tid till annan.

## Digitala kikare
I digitala kikare projiceras bilden från objektivet på ett ljuskänsligt halvledarelement, som förvandlar den till elektriska signaler som i en digitalkamera. Dessa förstärks och bearbetas elektroniskt för att åter förvandlas till en bild, som man kan betrakta genom okularet. Digitala kikare kan göras bekväma och känsliga eftersom signalen förstärks elektroniskt och därför bilden kan göras ljusare under skymning och utträdespupillen kan göras stor, så att det inte är lika kritiskt hur man håller kikaren. Det är också möjligt att stabilisera bilden elektroniskt, så att kikare med hög förstoring kan hållas med handen.

## Bildförstärkare
I en bildförstärkare projiceras bilden från objektivet på ett tunt fotokänsligt skikt i ett plant fönster i ett vakuumrör. Det ljuskänsliga skiktet är i bildförstärkaren känsligt för ljus i nära infrarött (kortvågigt infrarött, NIR). Också när det är praktiskt taget mörkt i det synliga området finns det tillräckligt mycket ljus i det kortvågiga infraröda området för att ge en klar bild. Ljuskvanta slår ut elektroner från det tunna ljuskänsliga skiktet. Strömmen från dessa elektroner förstärks sedan, på liknande sätt som i en fotomultiplikator, i en mikrokanalplatta, en glasskiva med många tunna kanaler med ett starkt elektriskt fält mellan plattans sidor. Elektronerna accelereras genom det elektriska fältet och studsar mellan kanalernas väggar. Vid varje studs slås fler elektroner loss från väggen, så att en lavin av elektroner med hög energi når mikrokanalplattans andra sida. Den förstärkta elektronströmmen får sedan träffa ett fluorescerande skikt. Bilden på det fluorescerande skiktet kan man sedan betrakta genom kikarens okular. Detta gör det möjligt att använda bildförstärkaren som kikare i mörker. Om bildförstärkaren hålls påslagen i fullt dagsljus blir den överbelastad och på så sätt förstörd.

## Värmekamera
En värmekamera arbetar efter en liknande princip som en digital kikare, men det ljuskänsliga elementet är känsligt för strålning i det långvågiga infraröda området (termiskt infrarött, TIR). Man kan elektroniskt låta olika intensiteter av den infraröda strålningen återges som olika färger på bilden och på så sätt få fram en bild i falska färger. Beteckningen "kamera" är delvis missledande: värmekameror används oftast som kikare, även om både digitala kikare och värmekameror kan användas som kameror.

## Kikare med hög förstoring och astronomiska kikare
Kikare med högre förstoring (över 9-10) kräver i allmänhet stativ för att ge en användbar bild, eftersom små vibrationer i betraktarens händer ger alltför stor effekt då större förstoringar används.
Så kallade astronomiska kikare syftar inte i första hand till att ge stor förstoring, utan det är viktigare att de samlar in så mycket ljus som möjligt och levererar allt detta ljus till betraktarens pupill. Därmed har dessa en större diameter på objektivet, men begränsar okularet till 5-7 mm (pupillens storlek i mörker är ungefär 7 mm). Beroende på konstruktionen, kommer okularets diameter vara objektivets diameter/förstoringen, varför en astronomisk kikare kan vara av styrkan 20x100, eller 10x60. Eftersom digitala kikare har förstärkning av ljuset passar de som astronomiska kikare.
Kikare och teleskop skiljer sig åt genom det faktum att ett teleskop inte innehåller optik för att vända bilden rätt (förutom exempelvis Maksutov-Cassegrain [källa behövs]), utan bilden blir upp-och-nedvänd, något som dock är av föga intresse i astronomiska sammanhang.

## Typer av kikare
- Astronomisk kikare
- Holländsk kikare
- Terrestrisk kikare
- Prismakikare
- Teaterkikare
- Periskop
- Avståndsmätare
- Nattkikare
- Tubkikare
- Bildförstärkare
- Värmekamera